# Tipula (Platytipula) scheherezadae
Tipula (Platytipula) scheherezadae is een tweevleugelige uit de familie langpootmuggen (Tipulidae). De soort komt voor in het Palearctisch gebied.